# Óctuplos de Nkem Chukwu
Os óctuplos de Nkem Chukwu refere-se ao nascimento de oito bebês gêmeos — seis meninas e dois meninos — em dezembro de 1998, em Houston, no Texas, filhos de Nkem Chukwu e seu marido Iyke Louis Udobi, ambos nigerianos naturalizados estado-unidenses.
Todos pesavam menos de um quilo no momento do nascimento. O primogênito, Ebuk, nasceu em 8 de dezembro, 15 semanas antes do tempo normal, e os restantes bebês nasceram de cesariana em 20 de dezembro, 13 semanas antes do tempo. O menor dos óctuplos, uma menina chamada Odera, morreu em 27 de dezembro, uma semana após o nascimento.
O nascimento foi apenas o quinto, à época, de oito gêmeos nascidos vivos. e Folha de S.Paulo 

## História prévia
Nkem Chukwu, então com 27 anos, havia se submetido a um tratamento de fertilidade e no início de 1998 já havia tido um aborto de trigêmeos.
Para conseguir levar a gravidez dos óctuplos até o fim, foi internada e passou as duas semanas de cabeça para baixo a maior parte do tempo.

## Os bebês
| Nome                    | Apelido | Sexo      | Peso ao nascer |
| ----------------------- | ------- | --------- | -------------- |
| Chukwuebuka Nkemjika    | Ebuka   | Feminino  | 690 g          |
| Chidinma Anulika        | Chidi   | Feminino  | 760 g          |
| Chinecherem Nwabugwu    | Eche    | Feminino  | 800 g          |
| Chimaijem Otto          | Chima   | Feminino  | 730 g          |
| Chijindu Chidera †      | Odera   | Feminino  | 320 g          |
| Chukwubuikem Maduabuchi | Ikem    | Masculino | 500 g          |
| Chijioke Chinedum       | Jioke   | Masculino | 810 g          |
| Chinagorom Chidiebere   | Gorom   | Feminino  | 520 g          |

## Vida posterior
As crianças ficaram cerca de dois meses no hospital.
Cerca de quatro anos depois do nascimentos dos bebês, o casal teve mais uma criança, uma menina.
Em 2008 a imprensa noticiou o 10º aniversário dos gêmeos e segundo a imprensa, todos estavam bem e eram bons alunos;